# Cleonymia vaulogeri
Cleonymia vaulogeri är en fjärilsart som beskrevs av Otto Staudinger 1899. Cleonymia vaulogeri ingår i släktet Cleonymia och familjen nattflyn. Inga underarter finns listade i Catalogue of Life.